# Njoya

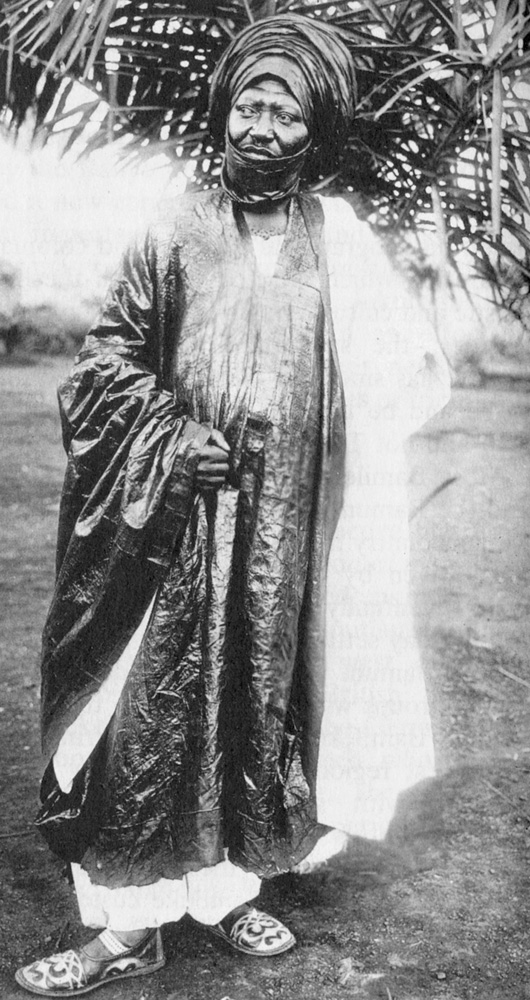
Njoya, König von Bamum

Njoya, seltener auch: Njoja, Njoya Ibrahim († 1933) war von 1894 bis 1933 Sultan des Königreiches Bamum des Bamum-Volkes im Westen des heutigen Kamerun.

## Leben
Nach dem Tode seines Vaters Nsangou 1885 bemächtigte sich zunächst sein Onkel Nzi Monkuob des Throns, den Njoya schließlich durch ein Bündnis mit den Fulbe stürzen konnte. Nzi Monkuob durfte aber weiterhin als königlicher Berater fungieren.

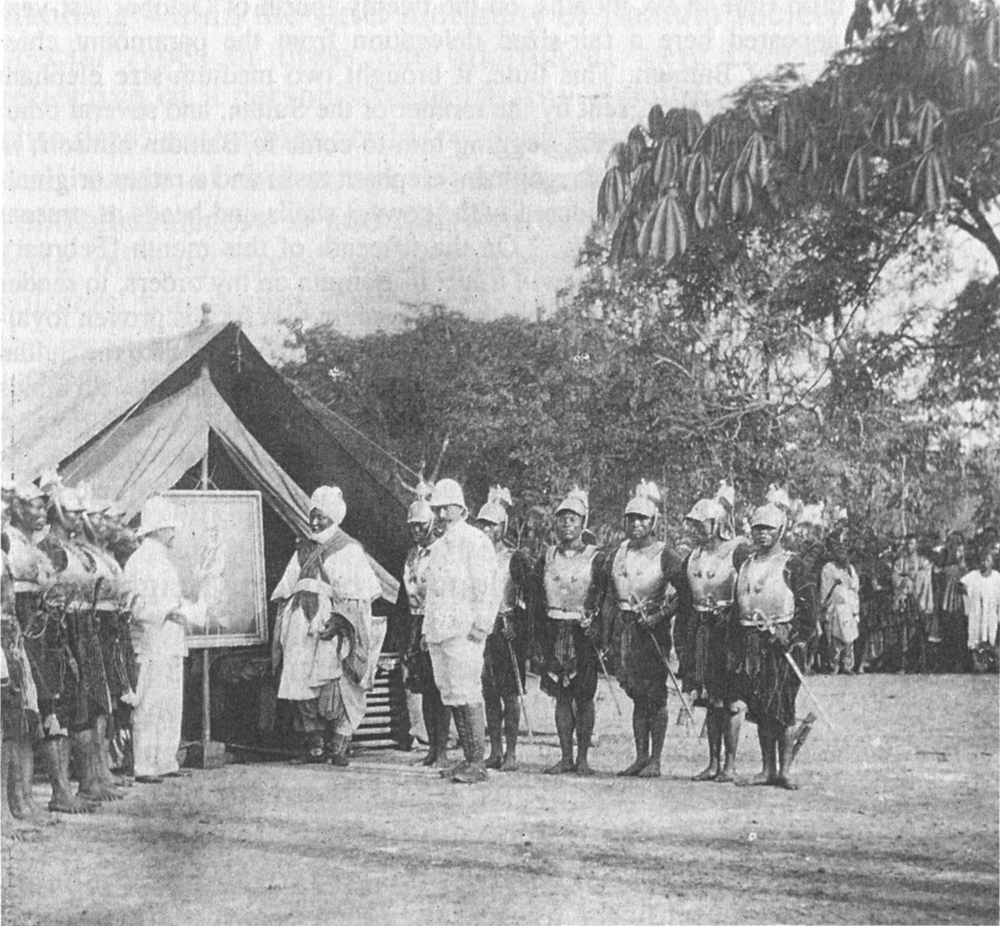
König Njoya erhält ein Ölgemälde mit dem Porträt des Kaisers Wilhelm als Geschenk (1906).

Die deutschen Kolonisatoren hatten, nachdem sie mit den Chiefs der Duala 1884 „Schutzverträge“ geschlossen und damit die Inbesitznahme und Unterwerfung Kameruns begonnen hatten, bei ihrem Vormarsch ins Hinterland etliche Ethnien massakriert, Dörfer verwüstet und Überlebende zur Sklavenarbeit verpflichtet – ein Schicksal, vor dem der junge König Njoya sein Volk durch kluge Diplomatie bewahrt hatte. Er entwickelte ein starkes Interesse für die Kultur des neuen „Mutterlandes“.
König Njoya begrüßte die Deutschen mit großen Feierlichkeiten in seiner Residenzstadt Foumban, was ihm bald den Titel eines offiziellen Statthalters des deutschen Gouvernements einbrachte.

Sultan Njoya von Bamoun vor dem Eingang seines Palastes auf dem neuen Perlenthron, Fotografie von Marie Pauline Thorbecke, Bildarchiv der Deutschen Kolonialgesellschaft (Januar 1912)

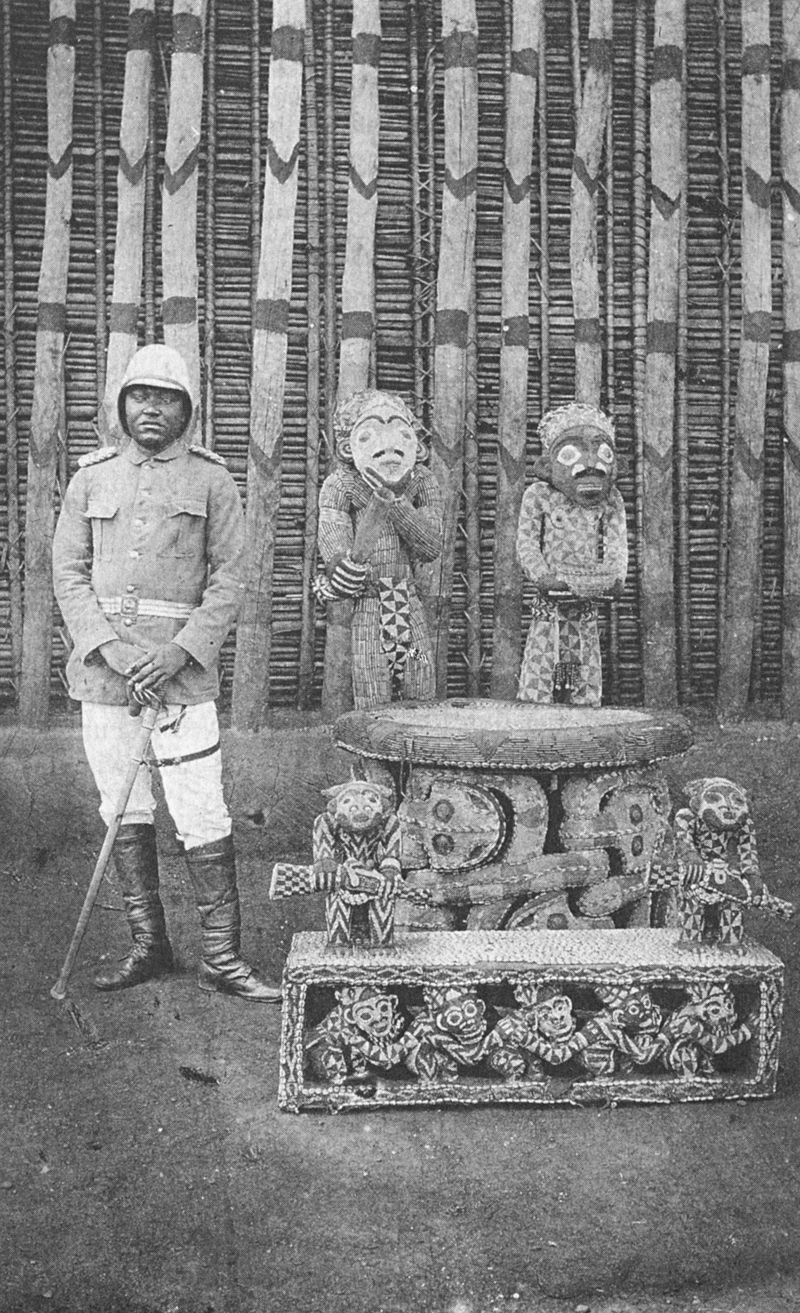
König Njoya, gekleidet in einer deutschen Uniform, neben dem Perlenthron Mandu Yenu, der ganze Thron ist mit wertvollen Glasperlen aus Europa und Kaurischnecken aus dem Indischen Ozean bestickt (1906).

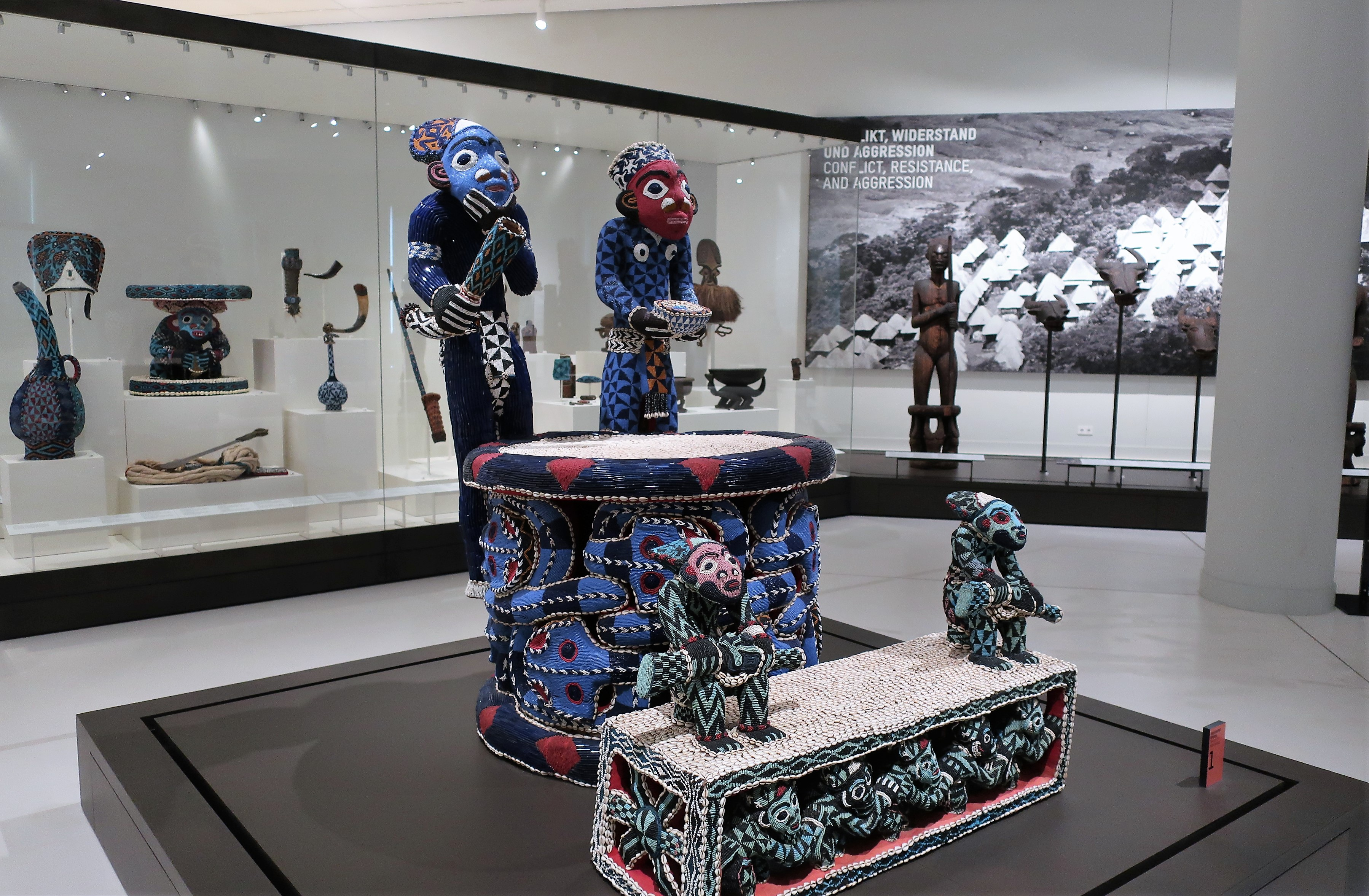
Der umstrittene Kameruner Königsthron zog als Teil des Ethnologischen Museums ins Humboldt Forum ins neue Berliner Stadtschloss.

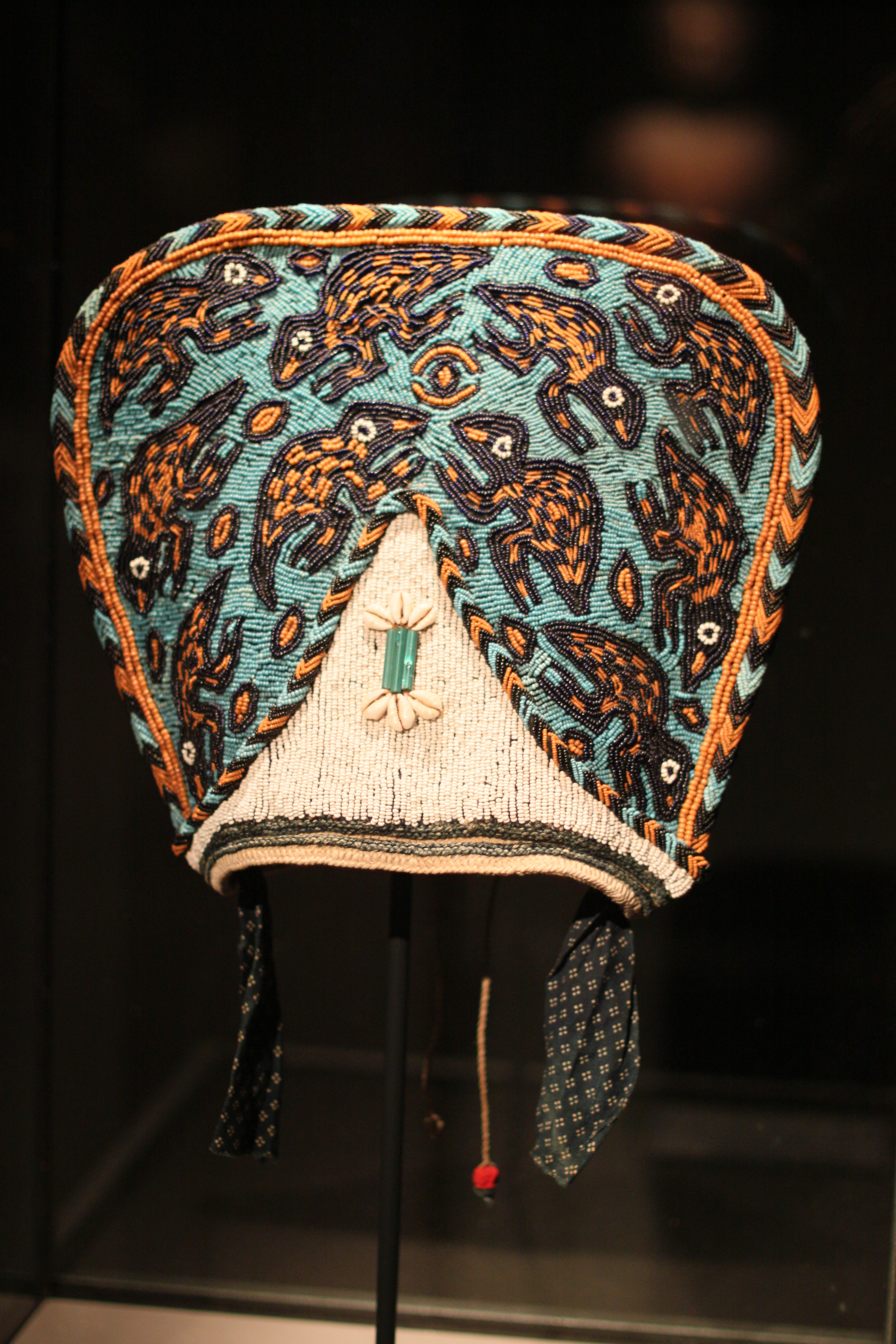
Die Königshaube, Berlin.

König Njoya bemühte sich zeit seines Lebens um ein gutes Verhältnis zum deutschen Kaiserreich, was er auch 1908 unterstrich. Zum Geburtstag Kaiser Wilhelms II. unternahm er eine aufwendige Reise nach Buea nahe der Küste, wo der deutsche Gouverneur Theodor Seitz seinen Sitz hatte. Ihm übergab er den kostbaren Königsthron, genannt Mandu Yenu („reich an Perlen“), seiner Vorfahren als Geschenk an den deutschen Kaiser Wilhelm II.
Seitz war über den Gunstbeweis Njoyas sehr erfreut und ermöglichte Felix von Luschan, dem Direktor des Berliner Museums für Völkerkunde, den Kameruner Königsthron, der in größter Kunstfertigkeit mit gefärbten Perlen besetzt worden war, auszustellen. Bis heute ist der Thron in Berlin zu sehen.
König Njoya trennte sich damals sehr schwer vom kostbaren Perlthron seiner Vorfahren, hatten doch nicht weniger als 14 Vorfahren auf ihm gesessen. Die Geschichte des Kameruner Perlenthrons, genannt Mandu Yenu, muss erst noch erzählt werden. Der Präsident der Stiftung Preußischer Kulturbesitz, Hermann Parzinger, kündigte 2019 an, dass die Deutschen demnächst das Gespräch über ihre Kolonialzeit beginnen werden.
Im Gegenzug schickte Kaiser Wilhelm II. für seinen „königlichen Bruder“, wie er sich ausdrückte, eine deutsche Kürassier-Uniform der Kaiserlichen Garde. Ebenso wie ein Ölgemälde Wilhelms II. wird die Uniform heute im Palast-Museum zu Foumban ausgestellt.
Njoya war davon überzeugt, dass deutsche und Bamun-Kultur zu vereinbaren sind. In Zusammenarbeit mit der deutschen Verwaltung ließ er Schulen errichten, an denen die Bamun-Kinder die Kenntnisse ihrer Muttersprache erweitern und darüber hinaus die von Njoya eingeführte Bamun-Schrift erlernen konnten, aber auch Grundkenntnisse der deutschen Sprache weitergegeben wurden. Die Technik der Deutschen hielt auch in der Nahrungsverarbeitung Einzug, was die Einführung einer handbetriebenen, mechanischen Getreidemühle verdeutlicht.
1917 ließ König Njoya den alten, in traditioneller Holzbauweise errichteten Palast abreißen und an seiner Stelle eine neue Residenz im preußischen Backsteinstil bauen.
Ein Jahr zuvor hatte die französische Besatzungsmacht die Kontrolle über die deutsche Kolonie Kamerun übernommen, wodurch das Königreich Bamun seine Teilautonomie vollends verlor. Da Njoya trotz seiner formellen Absetzung durch Frankreich bis 1931 in Foumban residierte, erhielt er sich bis dahin de facto die Rolle des Königs. Doch deshalb schickte man ihn im selben Jahr nach Yaoundé ins Exil, wo er 1933 im Alter von 66 Jahren verstarb. Sein Nachfolger wurde Seidu Njimoluh Njoya.
Wegen seiner großen Verdienste um die Bamun wird er bis heute von seinem Volk verehrt.